# Kajiwara Kagetoki
Kajiwara Kagetoki (梶原 景時 (Vĩ Nguyên Cảnh Thời)  1140 – 6 tháng 2, 1200) là một samurai và thuộc hạ của phe Mạc phủ Kamakura trong cuối thời kỳ Heian và đầu thời kỳ Kamakura. Ông cũng là một điệp viên của Minamoto no Yoritomo trong chiến tranh Genpei và là một chiến binh chống lại nhà Taira. Ông được biết đến vì sự tham lam và phản bội của mình. Ông ấy được cho là một chiến binh đầy triển vọng của phương Đông và đã hỗ trợ Minamoto no Yoshitsune với rất nhiều thuyền chiến trong trận hải chiến Yashima.

## Tiểu sử
Khởi sự từ tỉnh Suruga, Kajiwara bước vào cuộc chiến Genpei và chiến đấu dưới trướng Oba Kagechika chống lại nhà Minamoto. Sau chiến thắng của nhà Taira tại Ishibashiyama vào năm 1181, ông được cấp trên phái tới truy đuổi Minamoto no Yoritomo. Sau khi phát hiện ra Yoritomo, Kajiwara lại đổi ý tha mạng cho ông và quyết định dẫn lực lượng của mình theo về Yoritomo, hành động này đã được nhân gian khắc họa như cốt truyện Quan Vũ tha cho Tào Tháo ở ải Hoa Dung.
Ba năm sau, Kajiwara chỉ huy lực lượng của Minamoto no Yoshitsune và Yoritomo vào cuộc chiến chống lại người em họ Yoshinaka và nhà Taira. Theo chân quân của Yoshitsune, Kajiwara báo cáo lại cho Yoritomo về các hành động của Yoshitsune, nhằm đáp ứng sự nghi ngờ và mất lòng tin vào người em ruột của Yoritomo.
Trong một đoạn văn đặc biệt có liên quan trong Chuyện kể Heike, Kajiwara cho thấy trong trận Yashima rằng Yoshitsune trang bị cho các tàu chiến của Minamoto với "mái chèo ngược" nên họ cần phải rút lui một cách nhanh chóng. Yoshitsune đáp lại với sự chán ghét lời khuyên của Kajiwara, làm nhục ông vì cho rằng hành động như vậy là hèn nhát. Từ lúc đó cho đến khi Yorimoto mất, Kajiwara nuốt hận trong lòng bèn gây chia rẽ mối quan hệ giữa hai anh em nhà Minamoto.
Lời vu khống của ông lan truyền tới tận tay Yoritomo vốn đã nghi ngờ ý đồ phản nghịch của người em trai, để rồi cuối cùng ông buộc tội Yoshitsune âm mưu chống lại Mạc phủ và phải chịu cảnh lưu đày. Ngay cả sau này, khi Mạc phủ đã được thiết lập thành công và vững chắc, Kajiwara vẫn còn gây ra căng thẳng tại triều đình. Ông cáo buộc Yuki Tomomitsu mưu tính nổi loạn chống lại Shogun Minamoto no Yoriie; một số thành viên của triều đình đã cố gắng tống khứ ông về quê nhà ở Suruga.
Đến năm 1200, Kajiwara quyết định khởi binh nổi loạn nhưng chưa kịp thi triển gì đã bị triều đình đánh bại và chết trong trận chiến cùng với con trai Kagesue. Sau đó, Kajiwara Heima, một thủ hạ cấp cao của phiên Aizu vào thế kỷ 19 đã tuyên bố mình là dòng dõi của Kagetoki. Cái tên chính thức của ông là Kagetake (景 武 (Cảnh Võ)) nhằm chia sẻ tên tuổi của Kagetoki.